# Gaoligongshania megalothyrsa
Gaoligongshania megalothyrsa là một loài thực vật có hoa trong họ Hòa thảo. Loài này được (Hand.-Mazz.) D.Z.Li Hsueh & N.H.Xia mô tả khoa học đầu tiên năm 1995.